# Miss Porto Rico
Miss Porto Rico est un concours de beauté annuel tenu à Porto Rico.
Différentes jeunes femmes peuvent être représentantes de Porto Rico aux concours de Miss Univers, Miss Monde, Miss Terre, Miss international et Miss America.

## Miss Univers Puerto Rico

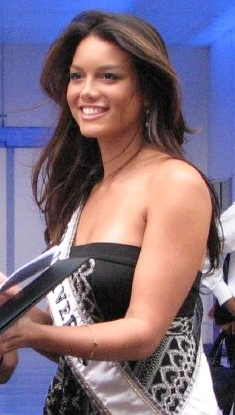
Zuleyka Rivera, Miss Puerto Rico 2006

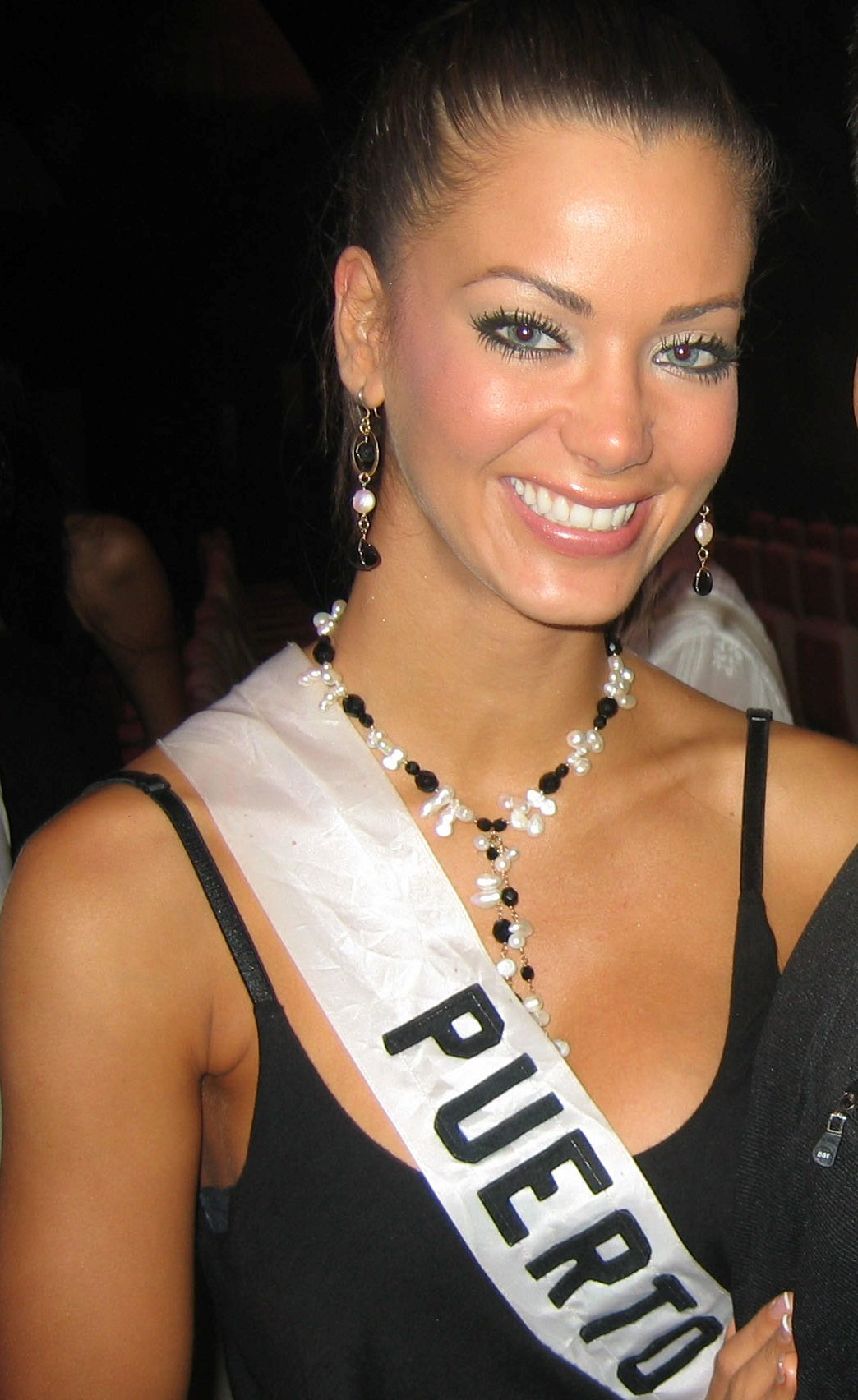
Ingrid Marie Rivera, Miss Puerto Rico 2008

| Miss Puerto Rico          |                                         |                       |                                           |                                                             |
| Année                     | Titre                                   | Ville                 | Classement à Miss Univers                 | Prix                                                        |
| 1952                      | Marilia Levy Bernal                     | Lares                 | -                                         | -                                                           |
| 1953                      | Wanda Irizarry                          | San Juan              | -                                         | -                                                           |
| 1954                      | Lucy Santiago                           | San Juan              | -                                         | -                                                           |
| 1955                      | Carmen Laura Betancourt                 | Trujillo Alto         | -                                         | -                                                           |
| 1956                      | Paquita Vivo Colón                      | San Lorenzo           | -                                         | -                                                           |
| 1957                      | María Del Pilar "Mapita" Mercado Cortes | Ponce                 | -                                         | Miss Congeniality                                           |
| 1958-1960                 | No contests                             |                       |                                           |                                                             |
| 1961                      | Enid Del Valle                          | San Juan              | -                                         | -                                                           |
| 1962                      | Ana Celia Sosa                          | San Juan              | -                                         | -                                                           |
| 1963                      | Jeanette Blascoechea                    | Ponce                 | -                                         | -                                                           |
| 1964                      | Yolanda Rodríguez Machín                | San Juan              | -                                         | -                                                           |
| 1965                      | Gloria Cobian Díaz                      | Caguas                | -                                         | -                                                           |
| 1966                      | Carol Bajandas                          | Santurce              | -                                         | -                                                           |
| 1967                      | Ivonne Coll Mendoza                     | Fajardo               | -                                         | -                                                           |
| 1968                      | Marylin Carrasquillo                    | Santurce-San Juan     | -                                         | -                                                           |
| 1969                      | Aida Betancourt                         | San Juan, Puerto Rico | -                                         | -                                                           |
| 1970                      | Marisol Malaret Contreras               | Santurce-San Juan     | Miss Univers 1970                         | -                                                           |
| 1971                      | Idalia Margarita "Beba" Franco          | San Juan              | 3rd Runner-up                             | -                                                           |
| 1972                      | Bárbara Torres                          | Santurce-San Juan     | -                                         | -                                                           |
| 1973                      | Gladys Vanessa Colón Díaz               | Orocovis              | -                                         | -                                                           |
| 1974                      | Sonia María Stage Chardón               | San Juan              | Semi-finalist (Top 12)                    | -                                                           |
| 1975                      | Lorell Del Carmen Carmona Juan          | San Germán            | -                                         | -                                                           |
| 1976                      | Elizabeth Zayas Ortíz                   | Salinas               | -                                         | -                                                           |
| 1977                      | María Del Mar Rivera Veglio             | Ponce                 | -                                         | -                                                           |
| 1978                      | Ada Cecille Perkins Flores              | San Juan              | -                                         | -                                                           |
| 1979                      | Audrey Teresa "Tere" López              | Mayagüez              | -                                         | -                                                           |
| 1980                      | Agnes Tañón Correa                      | Caguas                | Semi-finalist (Top 12)                    | -                                                           |
| 1981                      | Carmen Lotti Rodríguez                  | Guaynabo              | -                                         |                                                             |
| 1982                      | Lourdes Milagros Mantero Hormazábal     | Juncos                | -                                         | -                                                           |
| 1983                      | Carmen Batíz Vergara                    | Trujillo Alto         | -                                         | -                                                           |
| 1984                      | Sandra Beauchamp Roche                  | Mayagüez              | -                                         | -                                                           |
| 1985                      | Deborah Carthy-Deu                      | San Juan              | Miss Univers 1985                         | -                                                           |
| 1986                      | Elizabeth Robison Latalladi             | San Germán            | Semi-finalist (Top 10)                    | -                                                           |
| 1987                      | Laurie Tamara Simpson Rivera            | San Juan              | 4th Runner-up                             | -                                                           |
| 1988                      | Isabel María Pardo Cubeñas              | Guaynabo              | -                                         | -                                                           |
| 1989                      | Catalina Villar Ruíz                    | Salinas               | -                                         | -                                                           |
| 1990                      | María Luisa Fortuño Caimí               | Guaynabo              | -                                         | -                                                           |
| 1991                      | Lizzette Marie Bouret Echevarría        | Toa Alta              | -                                         | -                                                           |
| 1992                      | Daisy García Rodríguez                  | Bayamón               | -                                         | -                                                           |
| 1993                      | Dayanara Torres Delgado                 | Toa Alta              | Miss Univers 1993                         | -                                                           |
| 1994                      | Brenda Ester Robles Cortés              | Isabela               | -                                         | -                                                           |
| 1995                      | Desirée Lowry Rodríguez                 | Corozal               | -                                         |                                                             |
| 1996                      | María Del Rocío Arroyo Rivera           | Lares                 | Did not compete                           | Did not compete                                             |
| 1997                      | Lydia Guzmán López De Victoria          | Lares                 | Did not compete                           | Did not compete                                             |
| 1998                      | Ymak Farah Fagundo Soto                 | Cabo Rojo             | Did not compete                           | Did not compete                                             |
| Miss Univers Puerto Rico  |                                         |                       |                                           |                                                             |
| 1996                      | Sarybel Velilla Cabeza                  | Toa Alta              | -                                         | -                                                           |
| 1997                      | Ana Rosa Brito Suárez                   | San Juan              | Semi-finalist (Top 10)                    | -                                                           |
| 1998                      | Joyce Marie Giraud Mojica               | Aguas Buenas          | 2nd Runner-up                             | -                                                           |
| Miss Puerto Rico Universe |                                         |                       |                                           |                                                             |
| 1999                      | Brenda Liz López Ramos                  | Lares                 | Semi-finalist (Top 10)                    | Miss Photogenic                                             |
| 2000                      | Zoraida Isabel Fonalledas Ferraiouli    | Guaynabo              | -                                         | -                                                           |
| 2001                      | Denise Marie Quiñones August            | Lares                 | Miss Univers 2001                         | Miss Photogenic Bluepoint Swimsuit Clairol Best Style Award |
| 2002                      | Isis Marie Casalduc González            | Utuado                | -                                         | Miss Photogenic                                             |
| 2003                      | Carla Tricoli Rodríguez                 | Vieques               | -                                         | Miss Photogenic                                             |
| 2004                      | Alba Giselle Reyes Santos               | Cidra                 | 2nd Runner-up                             | Miss Photogenic                                             |
| 2005                      | Cynthia Enid Olavarría Rivera           | Salinas               | 1st Runner-up                             | -                                                           |
| 2006                      | Zuleyka Jerrís Rivera Mendoza           | Salinas               | Miss Univers 2006                         | -                                                           |
| 2006                      | Marilyn Bartolomei Balay                | Ponce                 | Did not compete, succeeded Zuleyka Rivera | Did not compete, succeeded Zuleyka Rivera                   |
| 2007                      | Wilmadilis "Uma" Blasini Pérez          | Guayanilla            | -                                         | -                                                           |
| 2008                      | Ingrid Marie Rivera Santos              | Dorado                | -                                         | -                                                           |
| 2009                      | Mayra Matos Pérez                       | Cabo Rojo             | 4th Runner-up                             | -                                                           |
| Miss Univers Puerto Rico  |                                         |                       |                                           |                                                             |
| 2010                      | Mariana Paola Vicente Morales           | Río Grande            | Semi-finalist (Top 10)                    | -                                                           |
| 2011                      | Viviana Ortíz Pastrana                  | Corozal               | Semi-finalist (Top 16)                    | -                                                           |
| 2012                      | Bodine Koehler Peña                     | Río Grande            |                                           |                                                             |
| 2013                      | Monic Marie Pérez Díaz                  | Arecibo               | Semi-finalist (Top 16)                    |                                                             |
| 2014                      | Gabriela Berríos Pagán                  | Toa Baja              |                                           | Miss Photogenic                                             |
| 2015                      | Catalina Morales Gómez                  | Guaynabo              |                                           |                                                             |
| 2016                      | Brenda Azaria Jiménez Hernández         | Aguadilla             |                                           |                                                             |
| 2017                      | Danyeshka "Danna" Hernández Valentín    | San Juan              |                                           |                                                             |
| 2018                      | Kiara Liz Ortega Delgado                | Rincón                | Top 5                                     |                                                             |
| 2019                      | Madison Sara Anderson Berríos           | Toa Baja              | 1re dauphine                              |                                                             |
| 2020                      | Estefanía Natalia Soto Torres           | San Sebastián         | Semi-finalist (Top 10)                    |                                                             |
| 2021                      | Michelle Marie Colón Ramírez            | Loíza                 | Semi-finalist (Top 10)                    |                                                             |
| 2022                      | Ashley Ann Cariño Barreto               | Fajardo               | Top 5                                     |                                                             |
| 2023                      | Karla Inelisse Guilfú Acevedo           | Patillas              | Top 5                                     |                                                             |
| 2024                      | Jennifer Colón Alvarado                 | Orocovis              | Semi-finalist (Top 12)                    |                                                             |
| 2025                      | Zashely Nicole Alicea Rivera            | Dorado                |                                           |                                                             |

## Miss Monde Puerto Rico

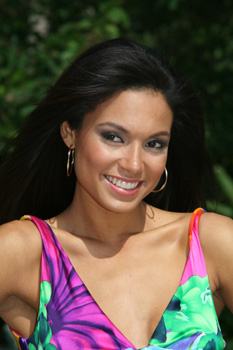
Jennifer Guevara, Miss World Puerto Rico 2007

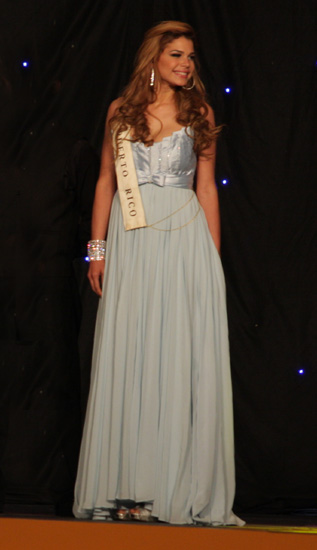
Ivonne Orsini, Miss World Puerto Rico 2008

| Année     | Titre                            | Ville         | Classement à Miss Monde | Prix                      |
| --------- | -------------------------------- | ------------- | ----------------------- | ------------------------- |
| 1959      | Lilie Díaz                       |               | -                       | -                         |
| 1960-1969 | No contestants                   |               |                         |                           |
| 1970      | Alma Doris Pérez                 |               | -                       | -                         |
| 1971      | Raquel Quintana                  |               | -                       | -                         |
| 1972      | Ana Nisi Goyco Graciani          | Ponce         | -                       | -                         |
| 1973      | Milagros García                  |               | -                       | -                         |
| 1974      | Loyda Eunice Valle Blas Machado  |               | -                       | -                         |
| 1975      | Wilnelia Merced Cruz             | Caguas        | Miss Monde 1975         |                           |
| 1976      | Ivette Rosado                    |               | Semi-finalist           | -                         |
| 1977      | Didriana "Dee Dee" Del Río       |               | -                       | -                         |
| 1978      | Maria Jesús Cañizares            |               | Semi-finalist           | -                         |
| 1979      | Daisy Marissette López           |               | -                       | -                         |
| 1980      | Michelle Torres Cintrón          |               | Semi-finalist           | -                         |
| 1981      | Andrenira Ruíz                   |               | -                       | -                         |
| 1982      | Jannette Torres Burgos           |               | -                       | -                         |
| 1983      | Fátima Mustafá Vázquez           |               | -                       | -                         |
| 1984      | Maria De Los Ángeles Rosas Silva |               | -                       | -                         |
| 1985      | Iris Matías González             |               | Semifinalist            | -                         |
| 1986-1988 | No contestants                   |               |                         |                           |
| 1989      | Tania Collazo                    | Orocovis      | -                       | -                         |
| 1990      | Magdalena Pabón                  | San Juan      | -                       | -                         |
| 1991      | Johanna Berenice Irizarry        | Lajas         | -                       | -                         |
| 1992      | Lianabel Rosario Centeno         | Trujillo Alto | -                       | -                         |
| 1993      | Ana Rosa Brito Suárez            | San Juan      | -                       | -                         |
| 1994      | Joyce Marie Giraud Mojica        | Aguas Buenas  | -                       | -                         |
| 1995      | Swanni Quiñones Laracuente       | Bayamón       | -                       | -                         |
| 1996      | Marissa De La Caridad Hernández  | San Juan      | -                       | -                         |
| 1997      | Aurea Isis Marrero Nieves        | Dorado        | -                       | -                         |
| 1998      | Antonia Alfonso Pagán            | Juana Diaz    | -                       | -                         |
| 1999      | Arlene Torres Torres             | Bayamón       | -                       | -                         |
| 2000      | Sarybel Velilla Cabeza           | Toa Alta      | -                       | -                         |
| 2001      | Bárbara Serrano Negrón           | Vieques       | -                       | -                         |
| 2002      | Cassandra Polo Berríos           | Guaynabo      | Semi-finalist           | -                         |
| 2003      | Joyceline Montero García         | Bayamón       | Semi-finalist           | -                         |
| 2004      | Cassandra Castro Holland         | Luquillo      | -                       | -                         |
| 2005      | Ingrid Marie Rivera Santos       | Dorado        | 2nd Runner-up           | Miss World Caribbean 2005 |
| 2006      | Thebyam Carrión Álvarez          | Arecibo       | Semi-finalist           | -                         |
| 2007      | Jennifer Guevara Campos          | Orocovis      | Semi-finalist           | -                         |
| 2008      | Ivonne Marie Orsini López        | San Juan      | Semi-finalist           | -                         |
| 2009      | Jennifer Colón Alvarado          | Bayamón       | -                       | -                         |
| 2010      | Yara Liz Lasanta Santiago        | Barranquitas  | Semi-finalist           | Miss World Beach Beauty   |
| 2011      | Amanda Vilanova (en)             | San Juan      | 2nd Runner-up           | Miss World Caribbean 2011 |
| 2012      | Janelee Chaparro Colón           | Barceloneta   | Top 30                  |                           |
| 2013      | Nadyalee Torres López            | Caguas        | -                       |                           |
| 2014      | Génesis Dávila                   | Arroyo        | -                       |                           |
| 2015      | Keysi Vargas Vélez               | Quebradillas  | -                       |                           |
| 2016      | Stephanie Del Valle              | San Juan      | Miss Monde 2016         |                           |
| 2018      | Dayanara Martínez                | Canóvanas     | -                       |                           |
| 2019      | Daniella Rodríguez               | Bayamón       | Top 40                  |                           |
| 2021      | Aryam Díaz                       | Naranjito     | Top 40                  |                           |
| 2023      | Elena Rivera                     | Toa Baja      | Top 40                  |                           |
| 2025      | Valeria Pérez                    | Manatí        | TBA                     |                           |

Note : TBD signifie to be defined, soit « pas encore défini » et TBA signifie to be annonced, soit « pas encore annoncé ».

## Miss International Puerto Rico
| Année | Titre                             | Ville         | Classement à Miss International | Prix            |  |
| ----- | --------------------------------- | ------------- | ------------------------------- | --------------- |  |
| 1960  | Carmen Sara Látimer               |               | -                               | -               |  |
| 1961  | Ivette Monagas                    |               | -                               | -               |  |
| 1962  | Agnes Toro Garratón               |               | -                               | -               |  |
| 1963  | Aida Mercado Cordero              |               | Semifinalist                    | -               |  |
| 1964  | Zoé Sandra Foy Santiago           |               | -                               | -               |  |
| 1965  | Iraida Palacios                   |               | -                               | -               |  |
| 1967  | María Felisa Seda                 |               | -                               | -               |  |
| 1968  | Elisa Schroeder Méndez            |               | -                               | -               |  |
| 1971  | Doris Morales                     |               | -                               | -               |  |
| 1972  | Miriam López                      |               | -                               | -               |  |
| 1975  | Gladys Salgado Castillo           |               | -                               | -               |  |
| 1976  | Yvonne Torres García              |               | Semi-finalist                   | -               |  |
| 1977  | Marta Hernández                   |               | -                               | -               |  |
| 1986  | Elizabeth Robinson Latalladi      | San Germán    | Semi-finalist                   | -               |  |
| 1987  | Laurie Tamara Simpson Rivera      | San Juan      | Miss International 1987         | -               |  |
| 1988  | Yolanda Martínez                  | Trujillo Alto | -                               | -               |  |
| 1989  | Michelle Cotto                    | Toa Alta      | -                               | -               |  |
| 1990  | Ana Rosa Brito Suárez             | San Juan      | -                               | -               |  |
| 1991  | Lizaura Quiñones Torres           |               | -                               | -               |  |
| 1992  | Dayanara Torres Delgado           | Toa Alta      | Semi-finalist                   | -               |  |
| 1993  | Brenda Ester Robles Cortés        | Isabela       | -                               | -               |  |
| 1994  | Alice Mercedes Lee                | Utuado        | -                               | -               |  |
| 1995  | María Del Rocio Arroyo Rivera     | Lares         | -                               | -               |  |
| 1996  | Lydia Guzmán López De Victoria    | Lares         | -                               | -               |  |
| 1997  | Ymak Farrah Fagundo Soto          | Cabo Rojo     | Semi-finalist                   | -               |  |
| 1998  | Jacqueline Negrón                 | Ponce         | Did not compete                 | Did not compete |  |
| 1999  | No contestant                     |               |                                 |                 |  |
| 2000  | Rosiveliz Díaz Rodríguez          |               | -                               | -               |  |
| 2001  | Lorena Otero Pérez                |               | -                               | -               |  |
| 2002  | Mariela Lugo Marín                | Yauco         | -                               | -               |  |
| 2003  | Dignelis Taymí Jiménez Hernández  | Arecibo       | -                               | -               |  |
| 2004  | Meredith Herrera Morales          | Toa Alta      | -                               | -               |  |
| 2005  | Dinorah Collazo                   | Orocovis      | -                               | -               |  |
| 2006  | Sharon Haydée Gómez Díaz          | Mayagüez      | Semi-finalist                   | Miss Goodwill   |  |
| 2007  | Haydil Rivera Escobales           | Adjuntas      | Semi-finalist                   | -               |  |
| 2008  | Miriam Ivette Pabón Carrión       | Juncos        | Semi-finalist                   | -               |  |
| 2009  | Mónica Cristina Pastrana González | Manatí        | -                               | -               |  |
| 2010  | Aideliz Hidalgo Betances          | San Juan      | Semi-finalist                   | -               |  |
| 2011  | Desirée Del Río De Jesús          | Ciales        | 3rd Runner-up                   | Miss Active     |  |
| 2012  | Ashley Ruiz                       | Rincón        |                                 |                 |  |
| 2013  | Ashley Beth Pérez                 | San Juan      | Semi-finalist                   |                 |  |
| 2014  | Valerie Hernandez                 | San Juan      | Miss International 2014         |                 |  |
| 2015  | Wilmary Monción Román             | Salinas       |                                 |                 |  |
| 2016  | Gabriela Berrios                  | San Juan      |                                 |                 |  |
| 2018  | Yarelis Salgado                   | Toa Alta      |                                 |                 |  |
| 2019  | Ivana Carolina Irizarry           | Río Grande    | Semi-finalist                   |                 |  |
| 2022  | Paola González                    | San Sebastián |                                 |                 |  |
| 2023  | Amanda Solís                      | Río Grande    | Semi-finalist                   |                 |  |
| 2024  | Zahira Pérez                      | Isabela       | TBA                             |                 |  |

## Miss America
| Année | Titre                       | Ville | Prix                                                           | Classement à America |
| ----- | --------------------------- | ----- | -------------------------------------------------------------- | -------------------- |
| 1937  | Malen Pietrantoni           | -     | -                                                              | -                    |
| 1948  | Irma Nydia Vázquez          | -     | -                                                              | -                    |
| 1949  | Marlene Carozzo             | -     | -                                                              | -                    |
| 1950  | Avelina Medrallo            | -     | -                                                              | -                    |
| 1951  | Evangelina Moragón          | -     | -                                                              | -                    |
| 1952  | Otilia Jiménez              | -     | Miss Congeniality                                              | -                    |
| 1953  | Helga Edmee Monroig         | -     | -                                                              | -                    |
| 1954  | Nydia Power                 | -     | -                                                              | -                    |
| 1955  | María del Carmen Mejías     | -     | -                                                              | -                    |
| 1956  | Gladys Rodríguez            | -     | -                                                              | -                    |
| 1958  | Winnie Rodríguez            | -     | -                                                              | -                    |
| 1962  | Rosita Giusti               | -     | Best in Talent Competition (Classical Vocal) Miss Congeniality | -                    |
| 2010  | Miriam Ivette Pabón Carrión | -     | Lifestyle and Fitness Preliminary Award                        | -                    |
| 2011  | Mariselle Morales           | -     | -                                                              | -                    |
| 2012  | Laura Ramírez               | -     | Duke of Edinburgh Bronze Medal recipient                       | -                    |
| 2013  | Kiaraliz Medina             | -     | -                                                              | -                    |
| 2014  | Shenti Lauren               | -     | -                                                              | -                    |

## Liens
- Miss Univers Puerto Rico
- Por La Corona
- Miss Univers
- Miss America